# Robert Cronholt
Karl Robert Yngve Cronholt, född 16 juni 1963, är en svensk manusförfattare och översättare. Han har arbetat med översättning av dubbad film och TV sedan 1997 och har bland annat översatt ett stort antal Disneyfilmer, som till exempel Trassel, Vaiana och Encanto.  
Han gick en kulturvetenskaplig utbildning vid Göteborgs universitet. Efter avslutade studier arbetade han som programledare och reporter på Sveriges Radio Göteborg 1987-2006. Han har översatt flera teaterpjäser till svenska och även skrivit manus till bland annat TV-produktioner som Rena rama Rolf och Prata på.